# Ligne 22 du tramway de Bruxelles (avant 1962)
 (août 2023).
Si vous disposez d'ouvrages ou d'articles de référence ou si vous connaissez des sites web de qualité traitant du thème abordé ici, merci de compléter l'article en donnant les références utiles à sa vérifiabilité et en les liant à la section « Notes et références ».
La ligne 22 est une ancienne ligne de tramway du tramway de Bruxelles qui a fonctionné jusqu'au 1er janvier 1962.

## Histoire
La ligne est supprimée le 1er janvier 1962 et remplacée par une ligne d'autobus sous le même indice[réf. nécessaire],.